# هاملتون (جورجيا)
هاملتون (بالإنجليزية: Hamilton, Georgia)‏ هي مدينة تقع في مقاطعة هاريس، جورجيا بولاية جورجيا في الولايات المتحدة. تبلغ مساحة هذه المدينة 5.4 (كم²)، وترتفع عن سطح البحر 234 م، بلغ عدد سكانها 307 نسمة في عام 2010 حسب إحصاء مكتب تعداد الولايات المتحدة.

## وصلات خارجية
- http://www.hamiltonchamber.org
- Cities & Counties - Georgia.gov